# Nauvay
Nauvay est une commune française, située dans le département de la Sarthe en région Pays de la Loire, peuplée de 12 habitants.
La commune fait partie de la province historique du Maine, et se situe dans le Saosnois.
Elle est la commune la moins peuplée du Grand Ouest.

## Géographie

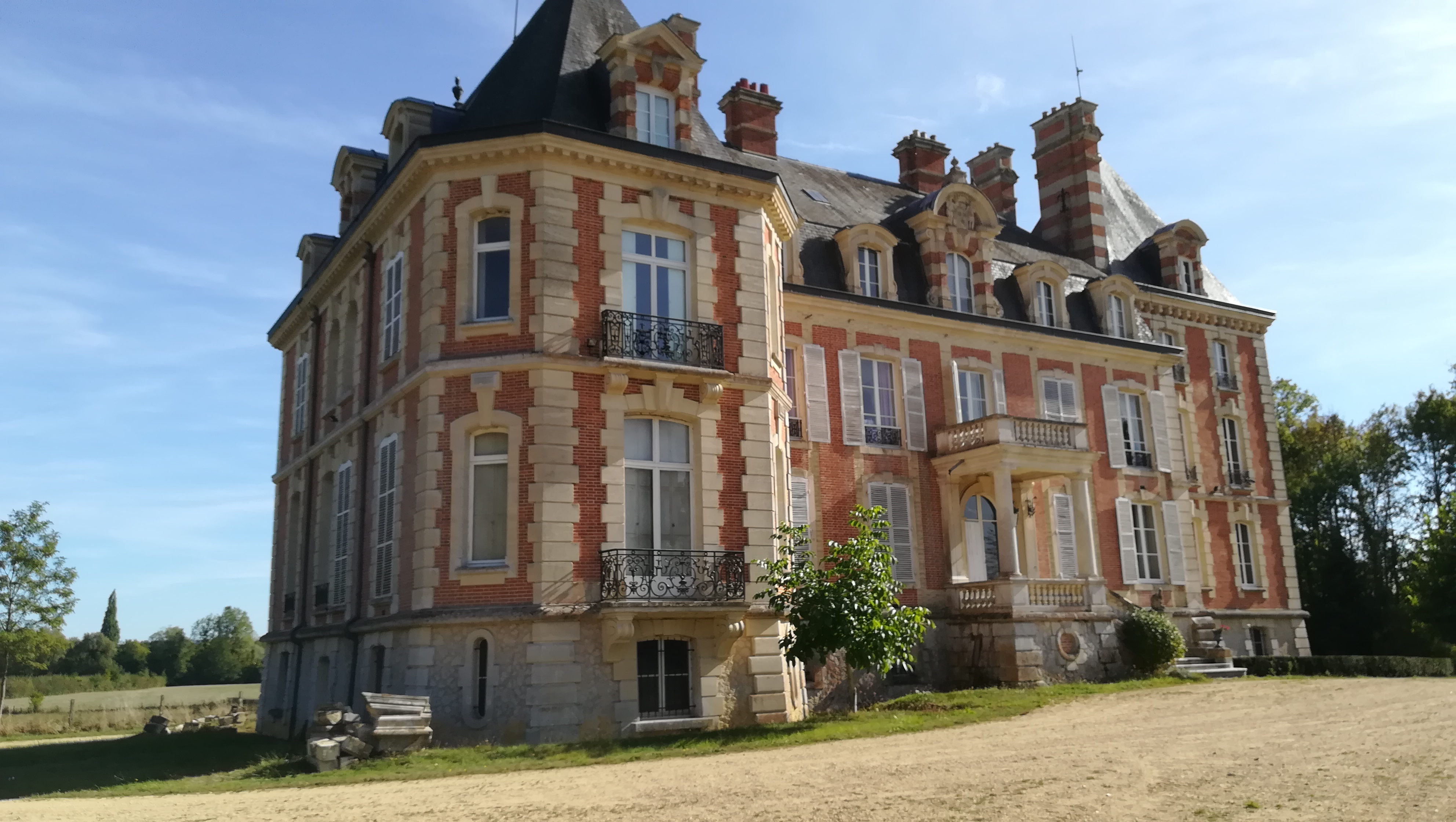
Le château de Nauvay.

Le terrain, plat, n'abrite que deux corps de ferme, quelques habitats ruraux, un château et la mairie à proximité.
Ce village est en réalité un hameau rural constitué de quelques fermes et du château qui domine la commune. Il est situé au cœur de la région naturelle du Saosnois et difficile d’accès. Située à mi-chemin entre Peray et Courcival, une seule route départementale sinueuse traverse la commune. 
La commune ne possède aucun panneau indiquant une agglomération ou un bourg. Un seul panneau vétuste est présent pour indiquer l’emplacement de Nauvay à une intersection de la D143.

### Communes limitrophes
| Avesnes-en-Saosnois | Moncé-en-Saosnois | Saint-Cosme-en-Vairais |
| Peray               | Nauvay            |                        |
|                     | Courcival         |                        |

### Climat
Pour des articles plus généraux, voir Climat des Pays de la Loire et Climat du Val-d'Oise.
En 2010, le climat de la commune est de type climat océanique dégradé des plaines du Centre et du Nord, selon une étude du CNRS s'appuyant sur une série de données couvrant la période 1971-2000. En 2020, Météo-France publie une typologie des climats de la France métropolitaine dans laquelle la commune est exposée à un climat océanique altéré et est dans une zone de transition entre les régions climatiques « Normandie (Cotentin, Orne) » et « Moyenne vallée de la Loire ». 
Pour la période 1971-2000, la température annuelle moyenne est de 11,1 °C, avec une amplitude thermique annuelle de 14 °C. Le cumul annuel moyen de précipitations est de 686 mm, avec 11,6 jours de précipitations en janvier et 7,4 jours en juillet. Pour la période 1991-2020, la température moyenne annuelle observée sur la station météorologique de Météo-France la plus proche, « Deauville », sur la commune de Deauville à 5 366 km à vol d'oiseau, est de 0,0 °C et le cumul annuel moyen de précipitations est de 0,0 mm,. Pour l'avenir, les paramètres climatiques de la commune estimés pour 2050 selon différents scénarios d'émission de gaz à effet de serre sont consultables sur un site dédié publié par Météo-France en novembre 2022.

## Urbanisme

### Typologie
Au 1er janvier 2024, Nauvay est catégorisée commune rurale à habitat très dispersé, selon la nouvelle grille communale de densité à sept niveaux définie par l'Insee en 2022.
Elle est située hors unité urbaine et hors attraction des villes,.

### Occupation des sols
L'occupation des sols de la commune, telle qu'elle ressort de la base de données européenne d’occupation biophysique des sols Corine Land Cover (CLC), est marquée par l'importance des territoires agricoles (86 % en 2018), une proportion identique à celle de 1990 (86 %). La répartition détaillée en 2018 est la suivante : 
terres arables (68 %), prairies (18 %), forêts (14 %). L'évolution de l’occupation des sols de la commune et de ses infrastructures peut être observée sur les différentes représentations cartographiques du territoire : la carte de Cassini (XVIIIe siècle), la carte d'état-major (1820-1866) et les cartes ou photos aériennes de l'IGN pour la période actuelle (1950 à aujourd'hui).

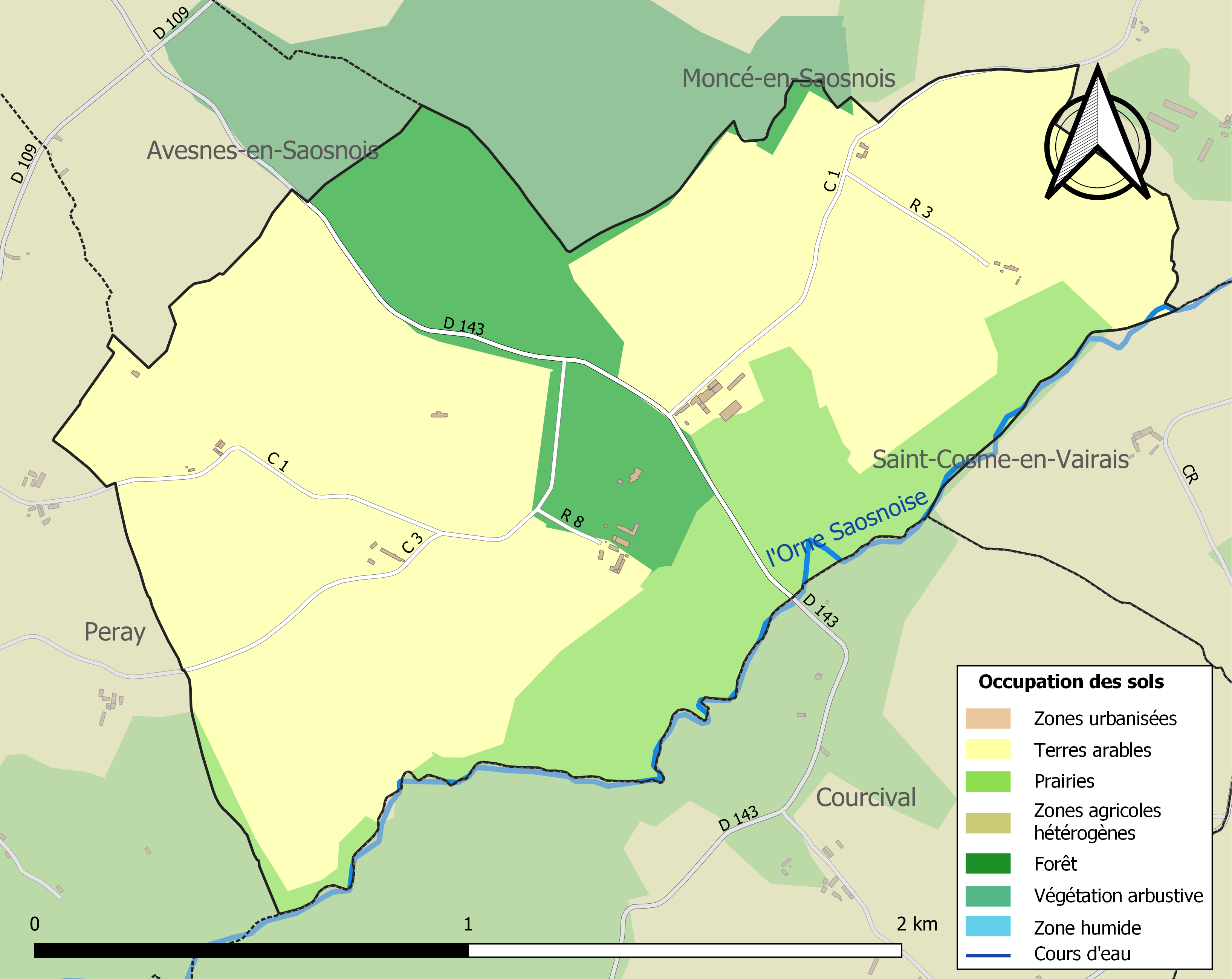
Carte des infrastructures et de l'occupation des sols de la commune en 2018 (CLC).

## Toponymie
D’après Dauzat et Rostaing, son toponyme s’écrivait de Noveio en 1226. Il pourrait provenir du terme prélatin napus qui désigne le navet, suivi du suffixe collectif -etum, francisé ici en -ay : cela signifierait « le lieu des navets ». Mais Taverdet propose le terme gaulois nauda qui désigne un terrain humide et qui a donné en français le terme noue : cela signifierait alors « le lieu des noues », sachant que le village se trouve en effet dans la vallée de l’Orne Saosnoise. D’autres hypothèses sont toutefois possibles[réf. nécessaire] : celle du terme gaulois noviento qui désigne un « nouvel établissement » mais qui est généralement francisé en Nogent. Selon certains auteurs[évasif], on écrivait aussi Novai.

## Histoire

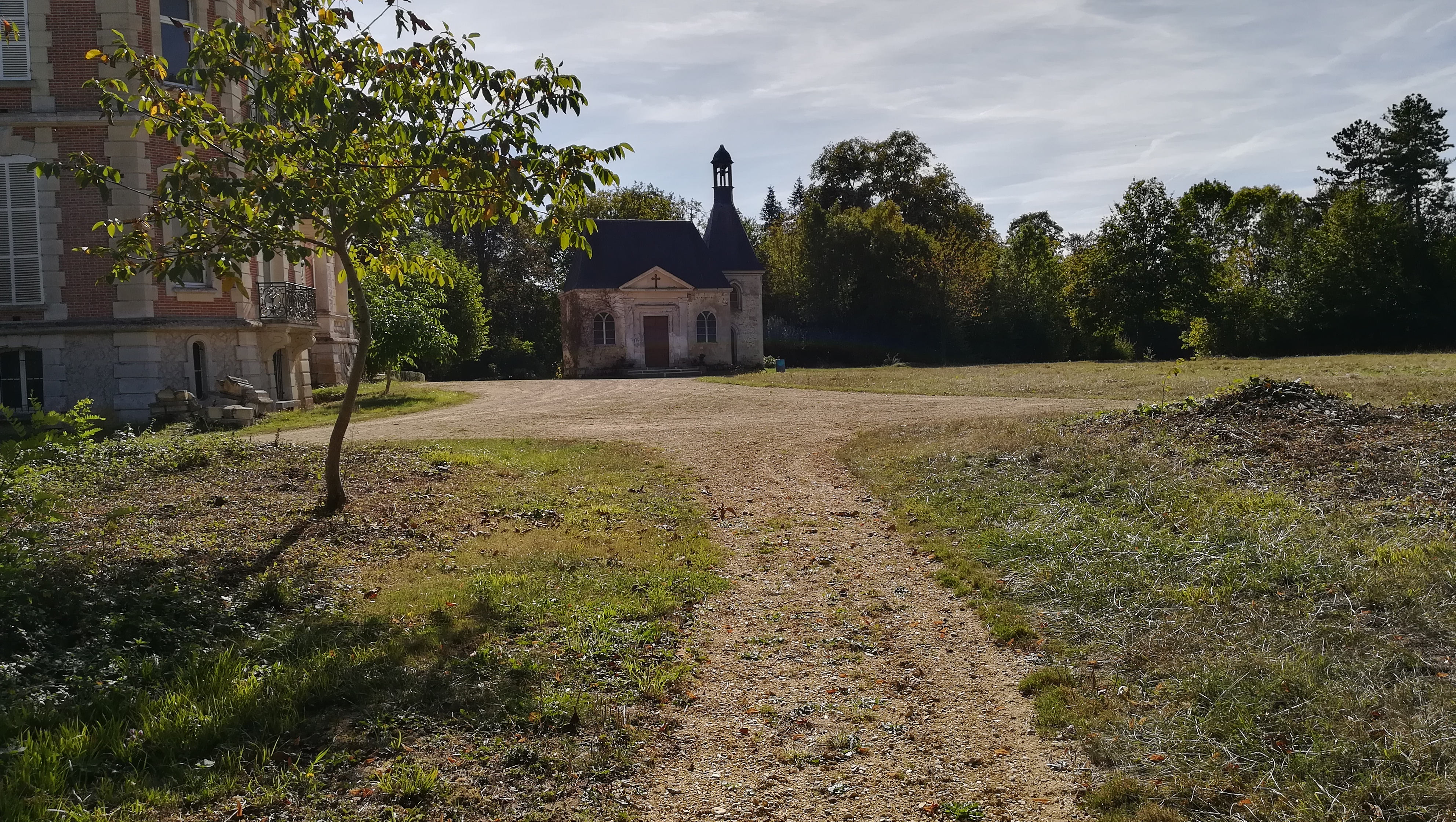
Chapelle du château de Nauvay

Le sol  du territoire recèle les traces éparses d'une occupation antique.
Mais la première mention de Noveium date de 1226. L'ancien lieu fortifié de Grattesac, après avoir appartenu à l'abbaye de la Couture, figure dans le cartulaire de l'abbaye Saint-Vincent-du-Mans vers 1050.
La paroisse, réunie sous l'Ancien Régime pour le civil à Peray, fonctionne depuis le XIXe siècle en association libre avec  Avesnes. Elle n'a pas d'église. La chapelle Saint-Matthieu du château, qui est le reste d'un édifice plus important, a été diminuée et remaniée au XXe siècle.

## Politique et administration
| Période                                  | Période   | Identité                | Étiquette | Qualité                          |
| ---------------------------------------- | --------- | ----------------------- | --------- | -------------------------------- |
| avant 1988                               | 1989      | Pascal Leroux           |           |                                  |
| 1989                                     | mars 2001 | Marcel de Cossé-Brissac | FN        | Châtelain de Nauvay              |
| mars 2001                                | mars 2014 | Roselyne Garnier        | SE        |                                  |
| mars 2014                                | En cours  | Annick Leroi            | SE        | Employée de la fonction publique |
| Les données manquantes sont à compléter. |           |                         |           |                                  |

## Population et société

### Démographie
L'évolution du nombre d'habitants est connue à travers les recensements de la population effectués dans la commune depuis 1793. Pour les communes de moins de 10 000 habitants, une enquête de recensement portant sur toute la population est réalisée tous les cinq ans, les populations de référence des années intermédiaires étant quant à elles estimées par interpolation ou extrapolation. Pour la commune, le premier recensement exhaustif entrant dans le cadre du nouveau dispositif a été réalisé en 2006.
En 2022, la commune comptait 12 habitants, en évolution de +9,09 % par rapport à 2016 (Sarthe : −0,25 %, France hors Mayotte : +2,11 %).
| 1793 | 1800 | 1806 | 1821 | 1831 | 1836 | 1841 | 1846 | 1851 |
| ---- | ---- | ---- | ---- | ---- | ---- | ---- | ---- | ---- |
| 193  | 198  | 209  | 210  | 203  | 222  | 215  | 194  | 166  |

| 1856 | 1861 | 1866 | 1872 | 1876 | 1881 | 1886 | 1891 | 1896 |
| ---- | ---- | ---- | ---- | ---- | ---- | ---- | ---- | ---- |
| 179  | 179  | 166  | 151  | 150  | 125  | 125  | 113  | 116  |

| 1901 | 1906 | 1911 | 1921 | 1926 | 1931 | 1936 | 1946 | 1954 |
| ---- | ---- | ---- | ---- | ---- | ---- | ---- | ---- | ---- |
| 104  | 103  | 107  | 104  | 75   | 68   | 63   | 66   | 62   |

| 1962 | 1968 | 1975 | 1982 | 1990 | 1999 | 2006 | 2011 | 2016 |
| ---- | ---- | ---- | ---- | ---- | ---- | ---- | ---- | ---- |
| 40   | 30   | 19   | 16   | 15   | 18   | 19   | 13   | 11   |

| 2021 | 2022 | - | - | - | - | - | - | - |
| ---- | ---- | - | - | - | - | - | - | - |
| 11   | 12   | - | - | - | - | - | - | - |

### Activités et manifestations
- Un office public est célébré le dimanche le plus proche de la fête patronale.

## Culture locale et patrimoine

### Lieux et monuments
- Château de Nauvay (privé, non visitable).
- Chapelle dédiée à la Vierge (la commune est dépourvue d'église paroissiale).